# Selago rigida
Selago rigida är en flenörtsväxtart som beskrevs av Robert Allen Rolfe. Selago rigida ingår i släktet Selago och familjen flenörtsväxter. Inga underarter finns listade i Catalogue of Life.